# Kyōran Kazoku Nikki
Kyōran Kazoku Nikki (jap. 狂乱家族日記) ist eine Light-Novel-Reihe des japanischen Autors Akira (日日日) und des Illustrators x6suke. Das Werk wurde als Manga und Anime adaptiert und lässt sich in die Genres Shōnen, Science-Fiction und Comedy einordnen.

## Inhalt
Vor 1000 Jahren stirbt Enka (閻禍), Gott der Zerstörung, und prophezeit, dass sein Kind die Welt zerstören wird. Als um 2063 die Zeit der Prophezeiung gekommen ist, findet die japanische kaiserliche Behörde für übernatürliche Phänomene mit DNS-Tests die Kinder, die vermutlich Nachfahren Enkas sind. Diese sollen in einer Familie mit den Eltern Ōka Midarezaki (乱崎 凰火), einem Mitarbeiter der Behörde, und Kyōka Midarezaki (乱崎 凶華), einer selbsterklärten Göttin und Kemonomimi, aufwachsen. Sie sollen nun so aufgezogen werden, dass sie um der Geborgenheit in der Familie willen die Welt nicht zerstören. Außerdem soll herausgefunden werden, welches der Kinder der Nachfahre Enkas ist. Die Kinder sind ein Löwe, eine biologische Waffe, ein junger Mann mit einer Geschlechtsidentitätsstörung, ein junges von seinen Eltern misshandeltes Mädchen, ihre ältere Schwester die dabei mitwirkte und eine Qualle. Dieser bunte Mix aus Charakteren durchlebt im Familienleben immer wieder zu Unglücke, Streit und anderweitige Abenteuer, die zumeist mit den Hintergründen der Charaktere in Beziehung stehen.

## Veröffentlichung
Die Light-Novel-Reihe erschien von Juni 2005 bis Juli 2011 in Japan bei Enterbrain in 24 Bänden. Sie stellt das Debütwerks des Autors dar, dessen ersten Band er anlässlich Enterbrains Wettbewerb zum Nachwuchsförderpreis Entame Taishō (えんため大賞) einreichte. Da er den zweiten Preis gewann, wurde Akira von Enterbrain unter Vertrag genommen um sein Werk zu veröffentlichen.
Kyōran Kazoku Nikki heißt auf Deutsch so viel wie „Das Tagebuch einer verrückten Familie“. Die Idee mit dem Tagebuch kam von Midarezaki Kyōka, der dadurch mehr über seine neue Familie erfahren wollte. So wechselt sich in den Büchern die Geschichte auch immer wieder mit den Tagebucheinträgen der Familienmitglieder ab, die darin ihre Gefühle zu der Geschichte preisgeben. Dabei unterscheidet sich jeder Tagebucheintrag auch im Stil, je nach dem von welchem Familienmitglied er geschrieben wurde. Im Anime kommen die Unterschiede im Stil durch die unterschiedlichen Charakterlieder zum Ausdruck.

## Adaptionen

### Manga
Eine Adaption der Light Novel als Manga von den Zeichnern wEshika wurde von November 2007 bis 2010 in Japan im Online-Magazin FB Online veröffentlicht. Die Kapitel wurden von Enterbrain auch in vier Sammelbänden herausgebracht. Eine englische Fassung erschien bei Tokyopop.

### Anime
Zur Light Novel produzierte das Studio Nomad 2008 eine Anime-Fernsehserie unter der Regie von Yasuhiro Kuroda. Hauptautor war Mamiko Ikeda, das Charakterdesign entwarf Makoto Koga. Die künstlerische Leitung lag bei Ken'ichi Tatefuji, die Tonarbeiten leitete Jin Aketagawa und für die Kameraführung war Tōru Sugawara verantwortlich.
Die 26 Folgen der Serie wurden vom 12. April 2008 bis zum 4. Oktober 2008 von den Sendern TVQ Kyushu und TV Kanagawa ausgestrahlt. Wenige Tage später begann die Ausstrahlung durch die Sender Chiba TV, Tokai TV, TV Osaka, TV Saitama und TV Shinhiroshima. Hero TV und Yey! zeigten den Anime auf den Philippinen.

#### Synchronisation
| Rolle                           | japanischer Sprecher (Seiyū) |
| ------------------------------- | ---------------------------- |
| Kyōka Midarezaki                | Ayumi Fujimura               |
| Ōka Midarezaki                  | Takayuki Kondō               |
| Senko Himemiya/Chika Midarezaki | Haruka Tomatsu               |
| Teika Midarezaki                | Hiroki Yasumoto              |
| Yūka Midarezaki                 | Kana Hanazawa                |
| Gekka Midarezaki                | Rina Satou                   |
| Hyōka Midarezaki                | Ryō Hirohashi                |
| Ginka Midarezaki                | Yoshinori Fujita             |

#### Musik
Die Musik der Serie komponierte Tomoki Kikuya, die Musikproduktion übernahm Lantis. Das Vorspannlied ist Chōsai Kenbo Sengen (超妻賢母宣言) von MOSAIC.WAV. Die Texte der Abspanntitel stammen alle von Aki Hata. Jedes dieser Titel entspricht einem Charakterlied für die jeweilige Figur. Diese werden sonst oft separat produziert und treten im Anime selbst meist nicht in Erscheinung. Sie dienen der Vertiefung des Charakters einer Figur.
- Gekka: Appare Henka ja. (あっぱれ変化じゃ。) von Rina Satō
- Hyōka: Boku wa Kōshin Saremashita (ボクハ更新サレマシタ) von Ryō Hirohashi
- Ginka: Codename wa Lady-X (コードネイムはLady-X) von Yoshinori Fujita
- Yūka: Hen na Kami-sama Shitteru yo (ヘンな神さま知ってるよ) von Kana Hanazawa
- Kyōka: Kyōran Senki – Nichijō no Kamisama (狂乱戦記 ～日常ノ神サマ～) von Ayumi Fujimura
- Chika: Sekai de Ichiban Yabai Koi (世界で一番ヤバイ恋) von Haruka Tomatsu
- Ōka: THE PITFALLS von Takayuki Kondō
- Teika: Wagahai wa Shugojū de Aru, ka? (我輩は守護獣である、か?) von Hiroki Yasumoto